# Тарасенко Іван Васильович
Іван Васильович Тарасенко (1872 — 28 серпня 1922 року) — український селянин, депутат Державної думи I скликання від Чернігівської губернії, діяч УАПЦ, секретар Першого Всеукраїнського Православного Церковного Собору (1921) та Першої Всеукраїнської Православної Ради.

## Життєпис
За національністю українець («малорос»). Із козацького роду селянин містечка Вороніж Глухівського повіту Чернігівської губернії. Навчався у земській сільській школі, багато займався самоосвітою. Був сільським старостою та пів року помічник волосного писаря та пів року — писарем волосного суду. За організацію зібрань публічне читання газет і пояснення маніфесту від 17 жовтня відсторонений від посади писаря волосного суду.
Надсилав кореспонденції в київські та полтавські газети, поміщав прозу і вірші в українських журналах. Землероб.
15 квітня 1906 року обраний до Державної думи I скликання від загального складу виборців Чернігівського губернського виборчого зібрання. Входив у Трудову групу. Поставив свій підпис під заявою про утворення місцевих земських комітетів. Після розпуску 1-ї Державної думи був заарештований. При його арешті було збройне зіткнення жандармів з селянами, які намагалися його звільнити.
У лютому 1922 року чекісти обступили будинок № 30 по Великій Підвальній у Києві, де на той час мешкав Іван Тарасенко. На той час туди з'їхались на нараду члени «Козачої ради». Серед арештованих була Марія Тарасенко з чотирнадцятирічним братом і батьком.
Іван Тарасенко проходив у справі ще й як діяч УАПЦ, секретар першого Всеукраїнського Православного Церковного Собору (1921) та Всеукраїнської Православної Ради. Разом з іншими 43 прихильниками УАПЦ, був захоплений у полон російською контррозвідкою.
Розстріляний у ніч з 27 на 28 серпня 1922 року разом із сотником Лозовиком, донькою Марією Тарасенко (загалом 82 особи) на Липках у Києві. На Шосткинщині, Глухівщині та Конотопщині були проведені арешти місцевих підпільників.